# Upravni spor
Upravni spor je sodni proces, ki poteka med fizično ali pravno osebo in državnim organom, organom lokalne skupnosti ali nosilcem javnih pooblastil, ki posegajo v pravice in pravne koristi posameznikov pri izdajanju konkretnih posamičnih aktov. S pomočjo upravnega spora se izvaja nadzor nad zakonitostjo izdanih dokončnih posamičnih aktov. Pravna podlaga upravnega spora izhaja iz 157. člena Ustave RS Arhivirano 2009-06-07 na Wayback Machine.. Upravni spor uresničuje ustavno načelo delitve oblasti, kjer sodna veja oblasti, ki deluje neodvisno od drugih, nadzoruje delovanje izvršilne veje oblasti oziroma uprave. Upravni spor predstavlja demokratičnost oblasti in zagotavlja varstvo ustavnih pravic, saj sodišče odloča o zakonitosti posamičnih dejanj in aktov, ki posegajo v ustavne pravice posameznika, če ni zagotovljeno drugo sodno varstvo.
O vloženi tožnikovi tožbi odloča Upravno sodišče Republike Slovenije kot prvostopenjsko sodišče, na drugi stopnji pa odloča Vrhovno sodišče Republike Slovenije , ki izjemoma lahko odloča kot prvostopenjsko sodišče. V vlogi toženca pri upravnem sporu je lahko država, lokalna oblast ali pa nosilec javnih pooblastil. Toženec je organ, ki je izdal upravni akt in s tem zaključil upravni postopek. Tožnik v upravnem sporu je stranka v upravnem postopku ali zastopnik javnega interesa, ki izpodbija izdan upravni akt in sicer 30 dni od vročitve upravnega akta, s katerim je bil postopek končan, če zakon ne določa drugače. Tožbo se vloži na Upravno sodišče Republike Slovenije neposredno v času uradnih ur ali pa priporočeno po pošti v dveh izvodih in s priloženima dvema izvodoma izpodbijanega upravnega akta, v prepisu ali kopiji. Sodišče, v primeru utemeljene tožbe, izpodbijani upravni akt odpravi in vrne v nov upravni postopek, izjemoma pa sprejme odločitev s polno jurisdikcijo. Odločitev o upravni zadevi postane po zaključenem upravnem sporu pravnomočna. Upravni spor se zaključi s sodno odločbo ali s sklepom.

## Upravno sodišče
Upravno sodišče je bilo ustanovljeno s sprejetjem prvega Zakona o upravnem sporu v Republiki Sloveniji leta 1997 kot prvostopenjsko sodišče v upravnih sporih, medtem ko je na drugi stopnji odločalo Vrhovno sodišče Repubike Slovenije (izjemoma kot prvostopenjsko). Zaradi takšne ureditve se je lahko o isti zadevi odločalo kar na štirih stopnjah, kar je povzročilo podaljšan čas pridobitve pravnomočne odločitve o določeni zadevi, preobremenitev sodišč ter neučinkovito sodno varstvo za stranke v postopku. Za odpravo teh nepravilnosti je bil sprejem nov Zakon o upravnem sporu (ZUS-1) Arhivirano 2014-02-22 na Wayback Machine., ki ureja pristojnosti in organizacijo Upravnega sodišča ter celotno materijo upravnega spora.

## Sodna praksa

### Primer sodne prakse: Upravno sodišče Republike Slovenije
Upravno sodišče Republike Slovenije je s sodbo IV U 152/2013 dne 03.09.2013 na področju zaposlovanja, evidenca brezposelnih oseb - prenehanje vodenja v evidenci brezposelnih oseb - program aktivne politike zaposlovanja - kršitev obveznosti odločilo, da tožbi ugodi in na podlagi 2. točke prvega 64. člena Zakona o upravnem sporu -  ZUS-1, zaradi nepopolno ugotovljenih dejstev in zadevo vrnilo organu prve stopnje v ponovno odločanje.
V jedru  sodbe je sodišče obrazložilo, da iz listin upravnega spisa ne izhaja, da bi bil tožnik seznanjen s potrebnimi podatki za izpolnitev svoje pogodbene obveznosti, od tega pa je tudi odvisna njegova pravica do vpisa v evidenco brezposelnih oseb in ostale pravice, ki izhajajo iz tega.
V izreku Upravno sodišče Republike Slovenije določi, da se tožbi zoper odločbo Zavoda Republike Slovenije za Zaposlovanje, območne službe Celje, urada za delo Celje ugodi, odločba se odpravi in vrne organu prve stopnje v ponovni postopek. Prav tako sodišče odloči, da je tožena stranka dolžna tožeči stranki povrniti stroške postopka v roku 15 dni od vročitve sodbe, po izteku tega roka pa z zamudnimi obrestmi. 

#### Obrazložitev
Tožnik s tožbo izpodbija odločbo prvostopenjskega organa – ZRSZ z dne 3. 10. 2011, kjer je bilo odločeno, da se B.O. preneha voditi v evidenci B.O. ter, da se v roku 6 mesecev po dokončnosti odločbe v upravnem postopku ne more ponovno prijaviti v evidenco B.O. Organ prve stopnje  v odločbi navaja, da se B.O. preneha voditi v evidenci B.O. v kolikor se krši 129. člen ZUTD oz. zaradi razlogov, ki so določeni v tretji, četrti, peti, osmi ali deveti alineji prvega odstavka 129. člena ZUTD Arhivirano 2014-03-06 na Wayback Machine.. Prvo stopenski organ je ugotovil, da je B.O bila prijavljena v evidenco B.O. od 15. 1. 2011 naprej, z dnem 4. 7. 2011 pa je kršila obveznosti sprejete s pogodbo o vključitvi v program APZ. Ker se tožnik ni udeležil delavnic APZ je s tem kršil obveznosti sprejete s pogodbo in s tem je podan razlog za prenehanje vodenja v evidenci brezposelnih oseb po tretji alineji prvega odstavka 129. člena ZUTD. Tožnik navaja dva tožbena razloga in sicer nepravilno ugotovljeno dejansko stanje ter nepravilna uporaba materialnega prava. Tožnik navaja, da ni prejel nobenega vabila na delavnice APZ, ne ustno, ne pisno, kar je edini razlog, da se delavnice ni mogel udeležiti. Sporno je vprašanje ali je tožnik kršil svoje obveznosti določene v pogodbi APZ in je bil zaradi tega izpolnjen zakonski pogoj iz tretje alineje prvega odstavka 129. člena ZUTD? Sodišče ugotavlja: »Iz listin upravnega spisa ne izhaja, da bi bil tožnik seznanjen s potrebnimi podatki za izpolnitev tožnikove pogodbene obveznosti (od tega je tudi odvisna njegova pravica do vpisa v evidenco brezposelnih oseb in z nje izvirajoče druge pravice brezposelnih), glede na to, da iz listin upravnega spisa izhajajoč uradni zaznamek svetovalke zaposlitve z dne 9. 11. 2011, ne zadošča za presojo, ali je bil tožniku dejansko tudi vročen Zaposlitveni načrt s pripeto zloženko izvajalca programa s tedenskim urnikom in lokacijo delavnice. Glede na navedeno, bo moral organ prve stopnje v ponovnem postopku presoditi in v ponovno izdani odločbi obrazložiti tudi to okoliščino tožnikove seznanitve in sprejema zgoraj navedenih listin. 

#### Odločitev sodišča
Sodišče je odločilo, da tožbi ugodi na podlagi 2. točke prvega 64. člena Zakona o upravnem sporu – ZUS-1 glede na to, da so v bistvenih točkah dejstva nepopolno ugotovljena in zadevo vrnilo organu prve stopnje v ponoven postopek. Sodišče odloči tudi o povrnitvi stroškov tožniku v upravnem sporu na podlagi pravilnika (Uradni list RS, številka 24/07).

### Primer iz upravne svetovalnice:
Odločba drugostopenjskega organa, s katero ta zavrne pritožbo in vsebinsko ne poseže v odločitev prvostopenjskega organa, pomeni zgolj odločitev o neutemeljenosti pravnega sredstva in zato ne more biti predmet izpodbijanja v upravnem sporu. 
Sodišče tožbo s sklepom zavrže, če ugotovi, da je bila o isti zadevi v upravnem sporu že izdana pravnomočna odločba.
V izreku je bilo navedeno da se tožba zavrže.

#### Obrazložitev
Tožnica je 14. 8. 2012 priporočeno po pošti vložila tožbo v upravnem sporu zoper, kot je navedla, odločbo Ministrstva za finance št. DT-499-31-119/2012 z dne 3. 7. 2012, ker je bila njena pritožba zavrnjena in ji ni bilo ugodeno kljub nezmožnosti plačila. Pri tem se je sklicevala na 101. člen Zakona o davčnem postopku (v nadaljevanju ZDavP-2) ter navedla še, da ji ni bilo dodeljeno (ponujeno) brezplačno pravno svetovanje oziroma zastopanje, čeprav se ga po zakonu lahko dodeli. 
Upoštevaje takšno vsebino tožbe je sodišče tožnici z dopisom z dne 24. 8. 2012 (vročen ji je bil 27. 8. 2012) pojasnilo, da njena tožba ni skladna z določbami ZUS-1, po katerih mora stranka v primeru, ko s pritožbo ni uspela, s tožbo izpodbijati akt organa prve stopnje. Glede na navedeno jo je pozvalo, naj v roku 15 dni tožbo popravi tako, da pravilno navede izpodbijani akt, to je navede upravni akt prvostopenjskega organa, na katerega se nanaša odločba Ministrstva za finance z dne 3. 7. 2012, ter ta prvostopenjski upravni akt (in navedeno drugostopenjsko odločbo) tudi predloži. Tožnica je bila opozorjena, da bo, če v danem roku tožbe ne bo ustrezno popravila, sodišče tožbo na podlagi 36. člena ZUS-1 s sklepom zavrglo. Seznanjena pa je bila tudi z določbami Zakona o sodnih taksah (v nadaljevanju ZST-1) o taksni obveznosti in pogojih za uveljavljanje taksne oprostitve, pa tudi, da mora stranka, če želi uveljavljati dodelitev brezplačnega pravnega svetovanja in zastopanja za sodni postopek, to storiti skladno z določbami Zakona o brezplačni pravni pomoči Arhivirano 2014-03-07 na Wayback Machine. (v nadaljevanju ZBPP) z vložitvijo prošnje za dodelitev brezplačne pravne pomoči na predpisanem obrazcu. 
Z vlogo, ki jo je sodišče prejelo 27. 8. 2012, je tožnica predložila zgoraj navedeno odločbo Ministrstva za finance z dne 3. 7. 2012. 
Na poziv k odpravi pomanjkljivosti tožbe pa se je odzvala z vlogo z dne 4. 9. 2012, v kateri navaja, da tožbo vlaga zoper odločbo Ministrstva za finance dne 3. 7. 2012 (torej odločbo, ki jo je izpodbijala že s prvo vlogo) ter zoper odločbo Davčne uprave Republike Slovenije, Davčnega urada Ljubljana št. DT 4292-16657/2011-2 08-3231-02 z dne 27. 10. 2011 in odločbo Ministrstva za finance z dne 21. 12. 2011 (ki ju prilaga tej vlogi).Pri tem se tožnica ponovno sklicuje na 101. člen ZDavP-2 in še na 228. člen Zakona o pokojninskem in invalidskem zavarovanju (v nadaljevanju ZPIZ-1). 
Vlogi z dne 4. 9.2012 je priložila tudi prošnjo za dodelitev brezplačne pravne pomoči, o kateri je pristojni organ tega sodišča že odločil, in sicer je z odločbo Bpp 157/2012-3 z dne 25. 9. 2012 prošnjo kot neutemeljeno zavrnil. 
Tožbo je bilo treba zavreči iz naslednjih razlogov: 
Po določbi 8. točke prvega odstavka 36. člena ZUS-1 sodišče tožbo s sklepom zavrže, če ugotovi, da je bila o isti zadevi v upravnem sporu že izdana pravnomočna odločba. Na ta razlog mora sodišče paziti po uradni dolžnosti ves čas postopka (drugi odstavek 36. člena ZUS-1). 
Z odločbo št. DT 4292-16657/2011-2 08-3231-02 z dne 27. 10. 2011, ki jo tožnica izpodbija v upravnem sporu, je prvostopenjski davčni organ zavrnil njen zahtevek za odpis davčnega dolga iz naslova prispevkov za pokojninsko in invalidsko zavarovanje ter odločil še, da stranka trpi stroške, ki jih ima zaradi davčnega postopka, davčnemu organu pa posebni stroški niso nastali. Pritožbo tožnice zoper to odločbo je Ministrstvo za finance zavrnilo z odločbo št. DT-499-31-463/2011 z dne 21. 12. 2011 (ki jo tožnica kot izpodbijano tudi navede v vlogi z dne 4. 9.2012) ter ob tem ugotovilo še, da stroški postopka niso bili priglašeni. Kot je razvidno iz spisa tega sodišča I U 201/2012, je nato tožnica prvostopenjsko odločbo z dne 27. 10. 2011 že izpodbijala s tožbo v upravnem sporu, o kateri je to sodišče tudi že pravnomočno odločilo, in sicer je tožbo zavrnilo s pravnomočno sodbo I U 201/2012 z dne 12. 6. 2012 (tožnici vročeno 2. 7. 2012). 
O tožbi tožnice zoper prvostopenjsko odločbo z dne 27. 10. 2011 je bilo torej v upravnem sporu že pravnomočno odločeno. (Že) iz tega razloga je bilo treba njeno v tem upravnem sporu (ponovno) vloženo tožbo, kolikor se nanaša na omenjeno upravno odločitev, na podlagi 8. točke prvega odstavka 36. člena ZUS-1 zavreči. Odločitev o zavrženju zajema tožbo, tudi kolikor tožnica z njo izpodbija drugostopenjsko odločbo z dne 21. 12. 2011, s katero je bilo zavrnjena njena pritožba in s tem končan postopek upravnega odločanja v navedeni zadevi. 
Zavrženje tožbe, kolikor tožnica z njo izpodbija drugostopenjsko odločbo o zavrnitvi pritožbe zoper prvostopenjski upravni akt, pa utemeljujejo tudi naslednji razlogi: V skladu z 2. členom ZUS-1 se v upravnem sporu odloča o zakonitosti dokončnih upravnih aktov, ki vsebujejo vsebinsko odločitev o materialnopravno določeni pravici, obveznosti ali pravni koristi posameznika, pravne osebe ali druge osebe, ki je lahko stranka v postopku izdaje akta. Po določbi drugega odstavka 5. člena ZUS-1 pa se lahko v upravnem sporu izpodbijajo (tudi) tisti sklepi, s katerimi je bil postopek odločanja o izdaji upravnega akta obnovljen, ustavljen ali končan. Glede na takšno zakonsko ureditev ter upoštevaje ustaljeno sodno prakso tega in Vrhovnega sodišča odločba drugostopenjskega organa, s katero ta zavrne pritožbo in vsebinsko ne poseže v odločitev prvostopenjskega organa, pomeni zgolj odločitev o neutemeljenosti pravnega sredstva in zato takšna odločba ne more biti predmet izpodbijanja v upravnem sporu. V takšnem primeru je treba s tožbo izpodbijati prvostopenjski upravni akt, na katerega se odločitev o zavrnitvi pritožbe nanaša. 
Zato je bilatožnica glede tožbe zoper odločbo Ministrstva za finance z dne 3. 7. 2012 (s katero je drugostopenjski organ zavrnil njeno pritožbo zoper sklep Davčne uprave, Davčnega urada Ljubljana dne 21. 3. 2012 ter ugotovil, da stroški postopka niso bili priglašeni) pozvana, naj tožbo ustrezno popravi tako, da kot izpodbijani akt navede prvostopenjski upravni akt, na katerega se nanaša drugostopenjska odločba z dne 3. 7. 2012. Tožnica tega ni storila, nasprotno, v svoji vlogi z dne 4. 9. 2012 ponovno izrecno navede, da tožbo vlaga zoper drugostopenjsko odločbo z dne 3. 7. 2012; prvostopenjskega sklepa, na katerega se ta odločba nanaša, pa ni navedla kot izpodbijani upravni akt (niti ga ni predložila). Tožbo je bilo zato treba (tudi) v delu, v katerem tožnica z njo izpodbija drugostopenjsko odločbo z dne 3. 7. 2012, zavreči, in sicer na podlagi določbe 4. točke prvega odstavka 36. člena ZUS-1, po kateri sodišče tožbo s sklepom zavrže, če ugotovi, da akt, ki se izpodbija s tožbo, ni akt, ki se lahko izpodbija v upravnem sporu. 
Ne da bi bilo to razlog za odločitev, pa sodišče pripominja, da je iz drugostopenjske odločbe z dne 3. 7. 2012 mogoče razbrati, da se odločitev o zavrnitvi pritožbe nanaša na sklep, s katerim je prvostopenjski organ zavrgel tožničino vlogo za odpis oziroma delni odpis davčnega dolga iz naslova prispevkov za pokojninsko in invalidsko zavarovanje iz razloga, ker je bilo o takšnem zahtevku ob istem dejanskem in pravnem stanju že odločeno s prvostopenjsko odločbo z dne 27. 10. 2011, torej z odločbo, ki je bila že pravnomočno presojena v upravnem sporu I U 201/2012.